# Guerra Nacional de Nicaragua
La Guerra Nacional de Nicaragua, Guerra Nacional Centroamericana o Guerra Antifilibustera ocurrió entre los años 1856 y 1857, fue el resultado de una guerra civil que involucró a los bandos legitimistas y democráticos en el territorio nicaragüense desde 1854-1855, que terminó en la toma del poder por parte del filibustero William Walker. La conflagración provocó la unión de contingentes militares de las repúblicas centroamericanas que acabaron expulsando a las tropas filibusteras.

## Antecedentes
En 1854 estalló la guerra civil entre las facciones democrática (liberal) y legitimista (conservadora) que se encontraban asentadas en las ciudades de León y Granada, respectivamente. 
Los democráticos formaron un Gobierno Provisorio, encabezado por  Francisco Castellón Sanabria, y no reconocían el Gobierno legítimo de Fruto Chamorro Pérez. Así mismo, buscaron fortalecer sus fuerzas militares con la ayuda externa, y para ello firmaron un tratado con el estadounidense Byron Cole. A raíz del acuerdo arribó a tierra nicaragüense, en junio de 1855, un grupo de aventureros llamados La Falange Americana al mando de William Walker.
Los Estados Unidos habían reconocido a Walker como presidente, a lo que todos los gobiernos conservadores de Centroamérica respondieron mandando ejércitos para derrocar al filibustero.
En esos años, el territorio nicaragüense tenía un enorme atractivo a nivel internacional, especialmente por el cruce del río San Juan donde se planeaba construir un eventual canal interoceánico. De hecho el magnate Cornelius Vanderbilt había obtenido del gobierno local el derecho de transportar pasajeros por el istmo a través de la Compañía Accesoria del Tránsito desde 1849. El establecimiento de esta empresa chocaba con los intereses británicos que no deseaban solamente perder el "dominio de los mares" que tenían en ese tiempo, sino la posesión de la costa este de Nicaragua a través del Reino de la Mosquitia. El conflicto fue solucionado con el Tratado Clayton-Bulwer.

### Ascenso al poder de William Walker

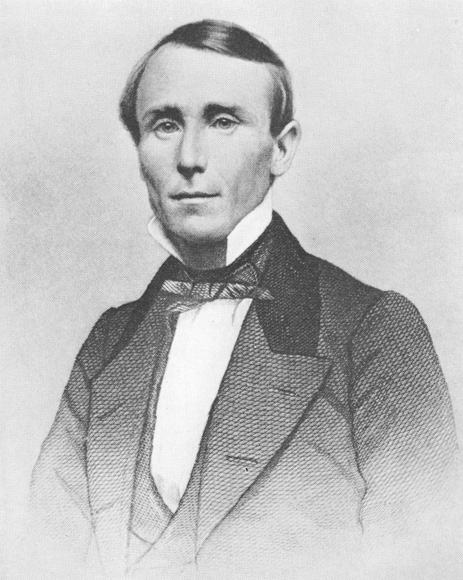
El filibustero estadounidense William Walker

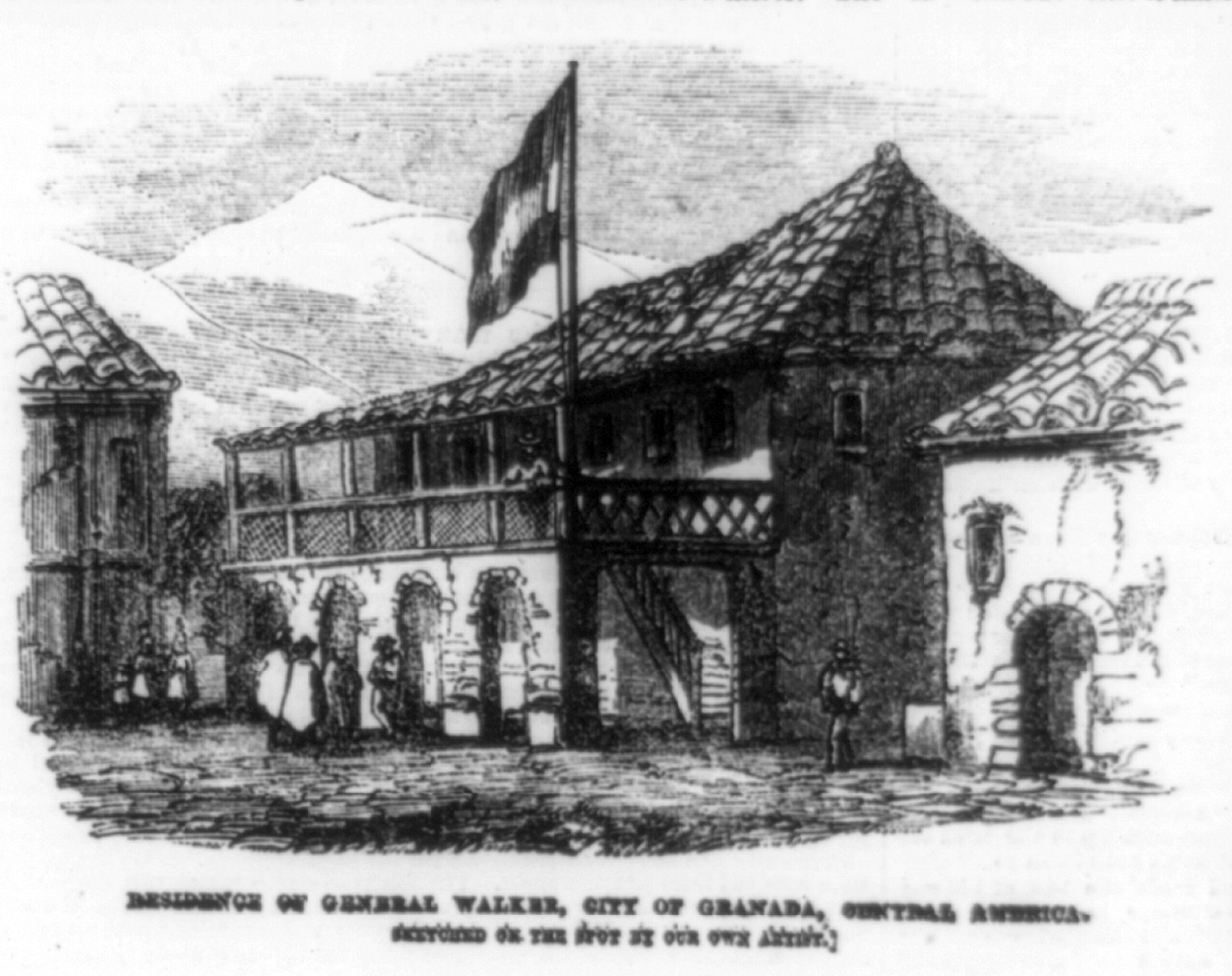
Casa de William Walker en Granada.

Desde el 18 de mayo de 1855, el General José María Estrada había asumido el gobierno nicaragüense en sucesión de Chamorro (muerto durante su mandato) y tomó a su cargo enfrentar a las fuerzas opositoras. Sendos combates fueron librados en las localidades de Rivas y La Virgen, y la misma ciudad de Granada fue tomada por las fuerzas filibusteras y democráticas el 13 de octubre de 1855. Precisamente, en esta localidad fue firmado el acuerdo entre William Walker y Ponciano Corral Acosta, comandante de las fuerzas legitimistas, para evitar más derramamiento de sangre a raíz de una serie de confusos hechos, donde resultaron agredidos pasajeros estadounidenses que atravesaban el país. Mateo Mayorga, miembro prominente de los legitimistas, fue una de las víctimas de la venganza de Walker. Del acuerdo, realizado el 23 de octubre, resultó nombrado Patricio Rivas como Presidente Provisorio (en detrimento del presidente Estrada), Corral, Ministro de la Guerra, y Walker como General en Jefe del Ejército. 
Sin embargo, el expresidente legitimista Estrada inició un llamado a las demás repúblicas centroamericanas para que acudieran a Nicaragua para obrar a 
"mano armada como en causa propia hasta la desaparición de todo poder extraño y el restablecimiento de la Potestad legítima.".
El mismo Corral, ante el poder real de Walker, envió misivas pidiendo ayuda, las cuales fueron incautadas y cayeron en manos de Walker, quien ordenó su fusilamiento. 
Para el 18 de febrero de 1856, Walker influyó sobre Patricio Rivas para que revocase la concesión otorgada a la Compañía Accesoria del Tránsito, que dio lugar a que Vanderbilt se mostrara como un importante enemigo de su campaña. 
El filibustero destituyó a Rivas y nombró en su lugar a Fermín Ferrer el 20 de junio de 1856. Convivían entonces en el territorio tres presidentes: el legitimista Estrada, el democrático Rivas, y el entreguista Ferrer. 
Por otro lado, para el 1 de marzo de 1856, el gobierno costarricense de Juan Rafael Mora Porras había declarado la guerra al gobierno filibustero en Nicaragua en vista de su amenaza sobre el territorio, iniciando así la Campaña Nacional de Costa Rica. El mismo mandatario había alertado sobre la llegada de los aventureros desde finales de 1855. El 12 de julio de 1856, Walker se proclamó presidente de Nicaragua a través de unas elecciones amañadas.
El 5 de mayo de 1856, el general Mariano Paredes, expresidente de Guatemala, partió con 500 hombres hacia Nicaragua. El propio Carrera y algunos de los principales miembros de la sociedad guatemalteca iban en la expedición.
| «Bien conocidos son los sucesos ocurridos en Nicaragua desde que, en octubre del año pasado, unos pocos extranjeros, procedentes de California, se apoderaron en aquella república de la autoridad, aprovechándose del agotamiento que habían producido la discordia y una prolongada lucha intestina». «Vais a defender una causa santa: la causa de nuestra religión y de nuestra raza. A vuestros hermanos de Costa Rica ha cabido el honor de derramar la primera sangre en defensa de la patria. Vosotros vais acreditar que, en Guatemala estamos dispuestos a sacrificar todo por ella. Tengo entera confianza en el jefe que os manda y en vuestro valor y sufrimiento. Yo os seguiré de cerca, con todos vuestros compañeros si fuera necesario. Entre tanto, os recomiendo la más estrecha unión con vuestros hermanos de El Salvador, Honduras y Costa Rica para llevar a cabo la obra común de lanzar del país a los que, sin derecho alguno, han venido a mezclarse en nuestras disenciones y a amenazarnos con la más oprobiosa servidumbre.» —Tomado de: Hernández de León, Federico (14 de mayo de 1959). «El capítulo de las efemérides: Guerra contro los filibusteros de Walker». Diario La Hora (Guatemala). |

El entonces coronel José Víctor Zavala se incorporó a la columna guatemalteca en El Salvador, en donde se encontraba entonces y Francisco Dueñas, nuevo presidente de El Salvador movilizó ochocientos hombres al frente del general Ramón Belloso. Zavala terminó comandando el contingente de Guatemala en 1856, como parte del Ejército Aliado Centroamericano tras la muerte del General Paredes. Durante el conflicto, Zavala entró en discordia con el comandante general de los aliados, el salvadoreño Belloso. El día 12 de octubre de 1856, durante el sitio de Granada, Zavala realizó un acto de valentía al atravesar la plaza de la ciudad hacia la casa donde se resguardaban los filibusteros bajo fuego intenso, logrando arrancar la bandera del enemigo; asimismo, Zavala recibió bajo su autoridad la ciudad de Rivas el 1 de mayo de 1857, una vez que William Walker se rindió.[:

## La Guerra Nacional
Por su parte , representantes gubernamentales de Honduras, El Salvador y Guatemala firmaron en la Ciudad de Guatemala un Tratado de Alianza el 18 de julio de 1856, para la "defensa de su soberanía e independencia" que además reconocía a Patricio Rivas como presidente, e iniciaba la expulsión de las autoridades intrusas. Costa Rica no pudo asistir en ese momento a la alianza debido al estrago que la enfermedad del cólera había causado en sus tropas, aunque reanudaría las acciones posteriormente.  Asimismo, las facciones democráticas y legitimistas, aliadas a  Patricio Rivas, firmaron el 12 de septiembre un "Pacto Providencial" declarando la guerra contra William Walker. Este pacto contenía tres puntos fundamentales:
- 1.- Una vez que se derrotara a Walker, convocar a elecciones, ocho días después.
- 2.- Convocar a la Asamblea Constituyente de 1854 que fue suspendida o convocar a una nueva Asamblea Constituyente.
- 3.- Se le concede al General Tomás Martínez Guerrero la autoridad para que conduzca el Ejército contra Walker.

Para el día 14 de septiembre, fuerzas del Ejército del Septentrión lograban la primera victoria de los patriotas nicaragüenses en la llamada batalla de San Jacinto.
Acosadas sus tropas hacia finales de 1856, Walker ordenó la destrucción de Granada al término de un fatídico sitio. La devastación de la ciudad enfureció a los aliados centroamericanos y los mismos nicaragüenses. No obstante, para el mes de diciembre, el ejército costarricense, coadyuvado por el empresario Vanderbilt y los ingleses, tomaría el río San Juan cortando la ayuda externa de Walker. Para 1857 la localidad de Rivas se había convertido en el último refugio de los filibusteros; aunado a esto, Mora había hecho circular una nota ofreciendo perdón y repatriación que provocó deserciones en el contingente enemigo.
Con la mediación del capitán estadounidense Charles H. Davis, William Walker se rindió el 1 de mayo de 1857.

## Fragmentos de las proclamas de los presidentes centroamericanos
Todos los leales hijos de Guatemala, El Salvador y Honduras marchan sobre esa horda de bandidos. Nuestra causa es santa, el triunfo seguro. Dios nos dará la victoria, y con ella la paz, la concordia, la libertad y la unión de la gran familia centroamericana.
Juan Rafael Mora Porras, 1 de marzo de 1856.

Nuestra vanguardia va, pues, a unirse con las fuerzas de El Salvador y Honduras, para cooperar con Costa Rica en la honrosa empresa de librar a Nicaragua, asegurando la independencia de todos los Estados.
Rafael Carrera y Turcios, 5 de mayo de 1856.

Santa es la lucha a la que estamos llamados; la causa que va a sostenerse espada en mano, es la del honor nacional, es la religión de nuestros padres, es la de nuestra raza amenazada en su existencia política y cultural y es por último la de Centro América.
Francisco Dueñas, 25 de junio de 1856.

Compatriotas: El pueblo nicaragüense y su Gobierno, oprimido por sus despojadores, y víctimas de toda clase de vejaciones, imploran en su conflicto nuestra cooperación y ayuda; la causa que sostienen es también nuestra, no solo por las simpatías que median entre ellos y nosotros, nacidas de la identidad del origen y de otras mil consideraciones, sino también porque una vez sometidos al yugo extranjero, no tardaremos nosotros en correr la misma suerte.
José Santos Guardiola, 7 de julio de 1856.

## Primer estado mayor de los ejércitos Aliados
En materia de organización, el primer Estado Mayor de los ejércitos Aliados de Centroamérica que dirigió la guerra a partir del 23 de enero de 1857, estuvo conformado de la manera siguiente:
- General en Jefe, general Florencio Xatruch de Honduras.
- Segundo Jefe, general Máximo Jerez Tellería de Nicaragua.
- Mayor general, coronel José Víctor Zavala de Guatemala.
- Cuartel Maestre, general Fernando Chamorro de Nicaragua.
- Inspector general, general José María Cañas de Costa Rica.

Para esa fecha, la guerra civil nicaragüense (1855-1856) se había convertido no solamente en nacional, sino centroamericana. Costa Rica, El Salvador, Guatemala y Honduras, habían declarado la guerra a Walker y a su sistema esclavista.

## Breve cronología de batallas y otros sucesos relevantes
1855
- 29 de junio: Primera Batalla de Rivas, tropas nicaragüenses del bando legitimista derrotan a Walker. Se destaca la heroica acción del maestro Enmanuel Mongalo y Rubio.
- 30 de agosto: tropas filibusteras toman el puerto de San Juan del Sur.
- 3 de septiembre: Batalla de La Virgen, victoria de Walker sobre tropas de José Santos Guardiola.
- 13 de octubre: toma de la ciudad de Granada por los filibusteros apoyados por tropas nicaragüenses del bando democrático.

1856
- 20 de marzo: Batalla de Santa Rosa en territorio costarricense.
- 10 de abril: Batalla de Sardinal: un grupo de filibusteros intentan desembarcar sin éxito desde el río Sardinal de Sarapiquí.
- 11 de abril: Segunda Batalla de Rivas: tropas costarricenses rechazan el ataque de los filibusteros. Se destaca el soldado Juan Santamaría.
- 26 de abril: tropas costarricenses abandonan Nicaragua, diezmadas por la enfermedad del cólera.
- 14 de septiembre: victoria de los patriotas nicaragüenses sobre los filibusteros en la Batalla de San Jacinto.
- 22 de septiembre: William Walker decreta la legalización de la esclavitud en el país.
- 7 de noviembre: tropas costarricenses al mando de José María Cañas ocupan San Juan del Sur.
- 11 al 13 de octubre: Primera Batalla de Masaya: el Ejército Aliado Centroamericano y los nicaragüenses rechazan un ataque filibustero.
- 12 de noviembre: tropas al mando de William Walker derrotan a José María Cañas.
- 15 al 19 de noviembre: Segunda Batalla de Masaya, los aliados centroamericanos rechazan a las tropas de William Walker.
- 24 de noviembre a 14 de diciembre: destrucción de Granada.
- 16 de diciembre: Walker ocupa la ciudad de Rivas.
- 22 de diciembre: Batalla de La Trinidad: Las Tropas de Máximo Blanco llegan a la desembocadura del río Sarapiquí al río San Juan donde atacarían a los filibusteros expulsándolos del territorio costarricense.
- Diciembre: tropas costarricenses inician una serie de ataques en los que toman vapores fluviales en San Juan del Norte y el río San Juan, así como las fortalezas El Castillo y San Carlos.

1857
- 3 de enero: tropas costarricenses se apoderan del vapor San Carlos, dejando aislado al gobierno de William Walker por el océano Atlántico.
- 28 de enero: tropas aliadas ocupan el puerto lacustre de San Jorge.
- 5 de marzo: tropas nicaragüenses y centroamericanas, al mando de Fernando Chamorro Alfaro y Florencio Xatruch, respectivamente, vencen a los filibusteros en la Batalla de El Jocote cerca de la Ruta del Tránsito.
- 23 de marzo: Tercera Batalla de Rivas, aliados centroamericanos atacan a la localidad sin resultados.
- 11 de abril: Cuarta Batalla de Rivas, nuevamente los aliados centroamericanos atacan a la localidad sin resultados.
- 17 de abril: tropas aliadas centroamericanas ocupan San Juan del Sur.
- 1 de mayo: William Walker se rinde ante el capitán estadounidense Charles H. Davis.
- 5 de mayo: William Walker abandona Nicaragua en la corbeta St. Mary's.